# Distretto di Jili
Il distretto di Jili (吉利区S, Jílì QūP) è un distretto della Cina, situato nella provincia di Henan e amministrato dalla prefettura di Luoyang.